# Freilichtmuseum Schwerin-Mueß
Das Freilichtmuseum Schwerin-Mueß (Mecklenburgisches Volkskundemuseum Schwerin-Mueß) liegt im 1936 nach Schwerin eingemeindeten ehemaligen Fischer- und Bauerndorf Mueß direkt am Südufer des Schweriner Sees.
Das Freilichtmuseum informiert über die Lebensweise der mecklenburgischen Landbevölkerung vom 17. Jahrhundert bis zum Beginn des 20. Jahrhunderts. Die meisten der im Museumsgelände befindlichen Bauten stammen aus dem alten Dorfkern. Diese historisch gewachsene Dorfanlage blieb über Jahrhunderte bis heute nahezu unverändert.

## Museumsanlage und Sammlungen
Die zirka 5,5 Hektar umfassende Museumsanlage umfasst siebzehn Gebäude und Objekte, die zu besichtigen sind. Den Mittelpunkt des Museums stellt die kurz nach dem Dreißigjährigen Krieg entstandene Büdnerei mit Hofanlage und Scheune dar.

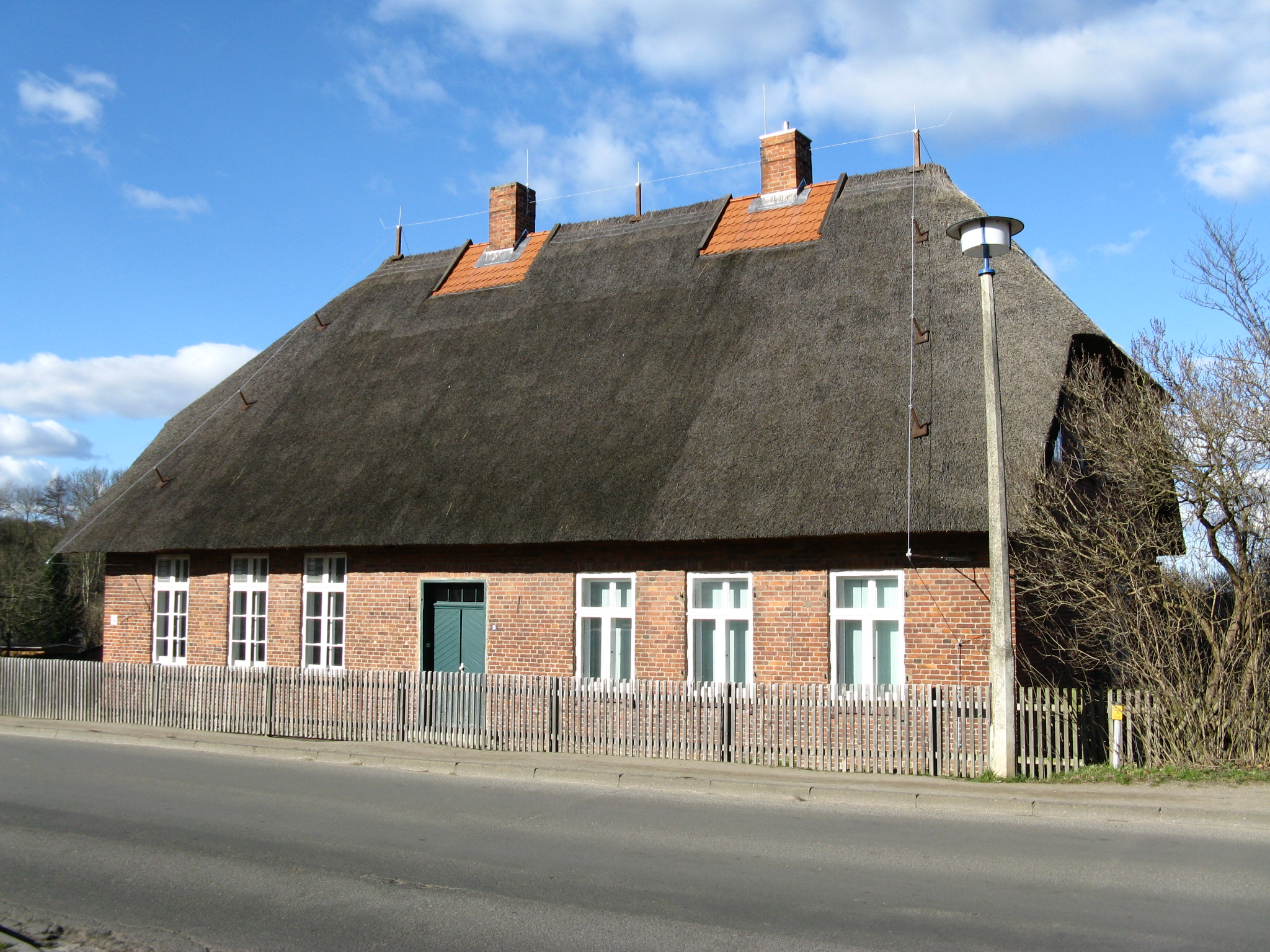
Dorfschule
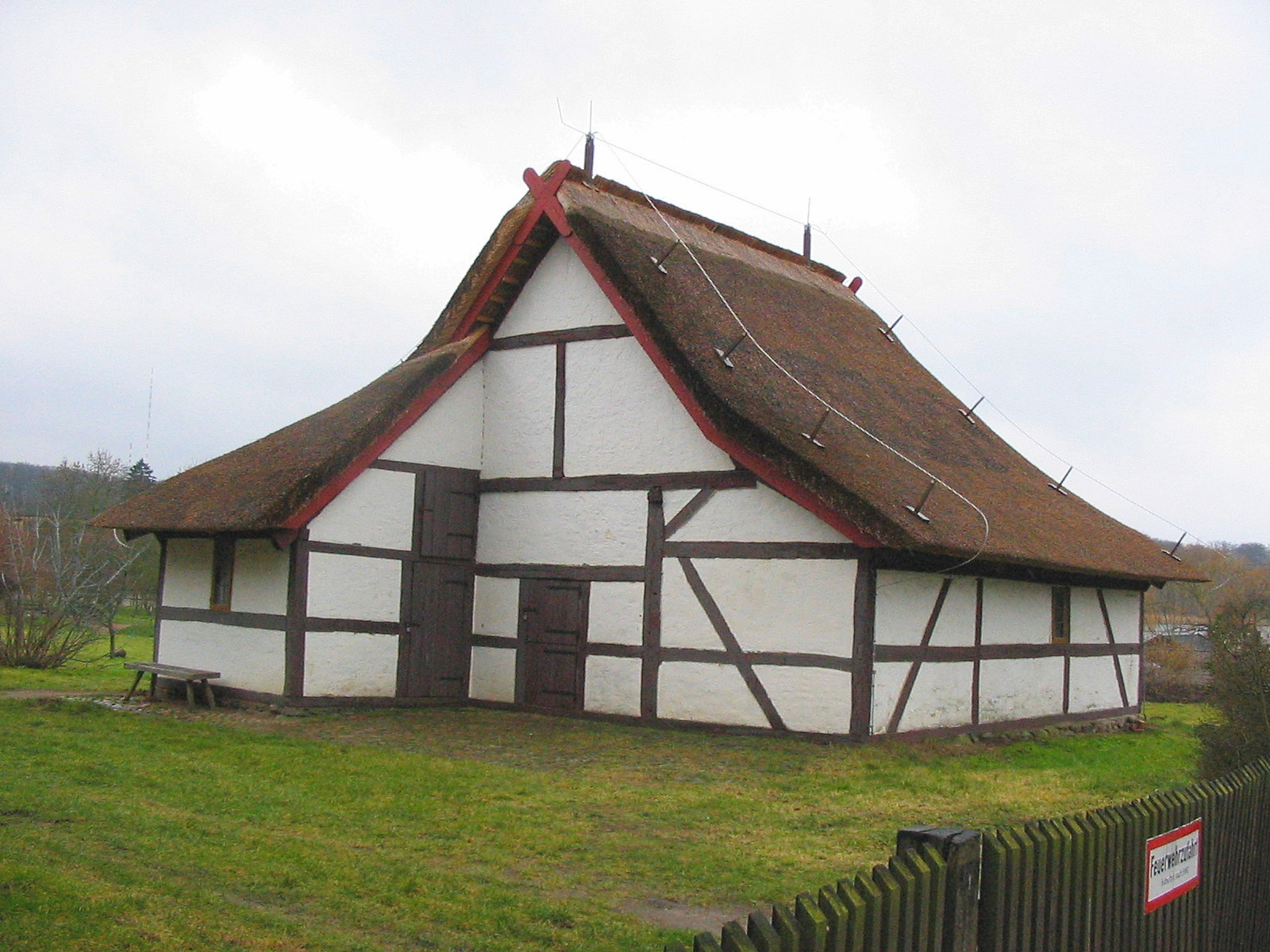
Hirtenkaten
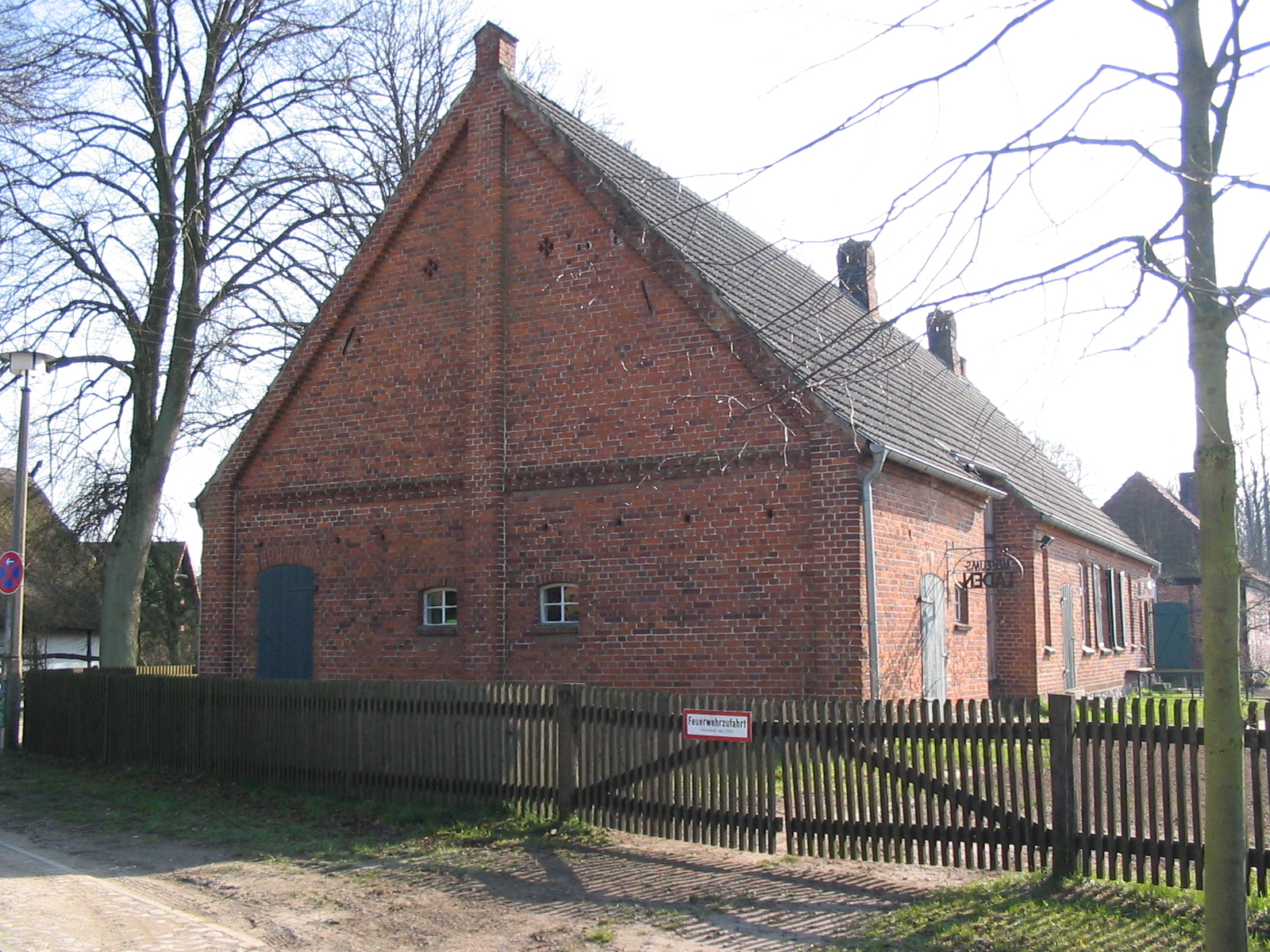
Büdnerei
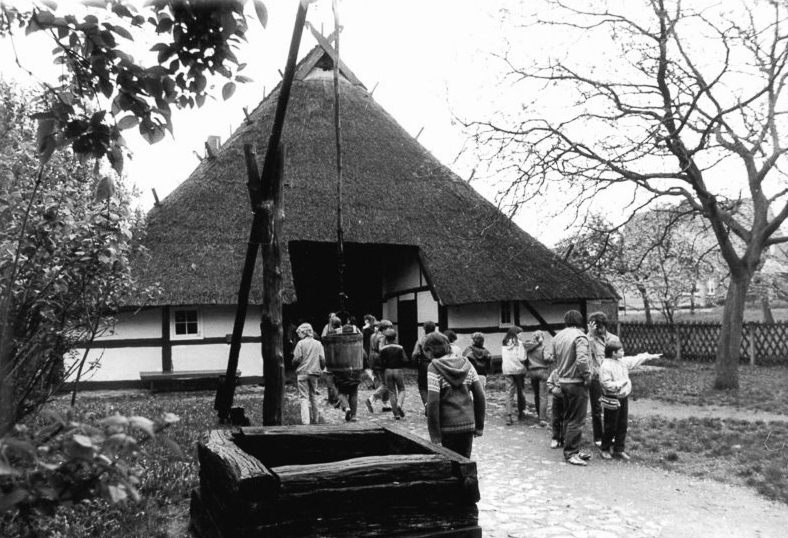
Das Freilichtmuseum im Mai 1986

Weitere Objekte sind die Hirtenkaten, die 1975 aus Stove (Gemeinde Carlow) umgesetzte Dorfschmiede, die Dorfschule aus dem Jahr 1888 mit dem Dorflehrergarten, ein Spritzenhaus und ein Ausstellungsbereich zur Binnenfischerei. Über früher bedeutende 100 Nutzpflanzenarten, davon rund 50 verschiedene Obstsorten, die seit dem 19. Jahrhundert in Mecklenburg angebaut wurden, werden hier erhalten.

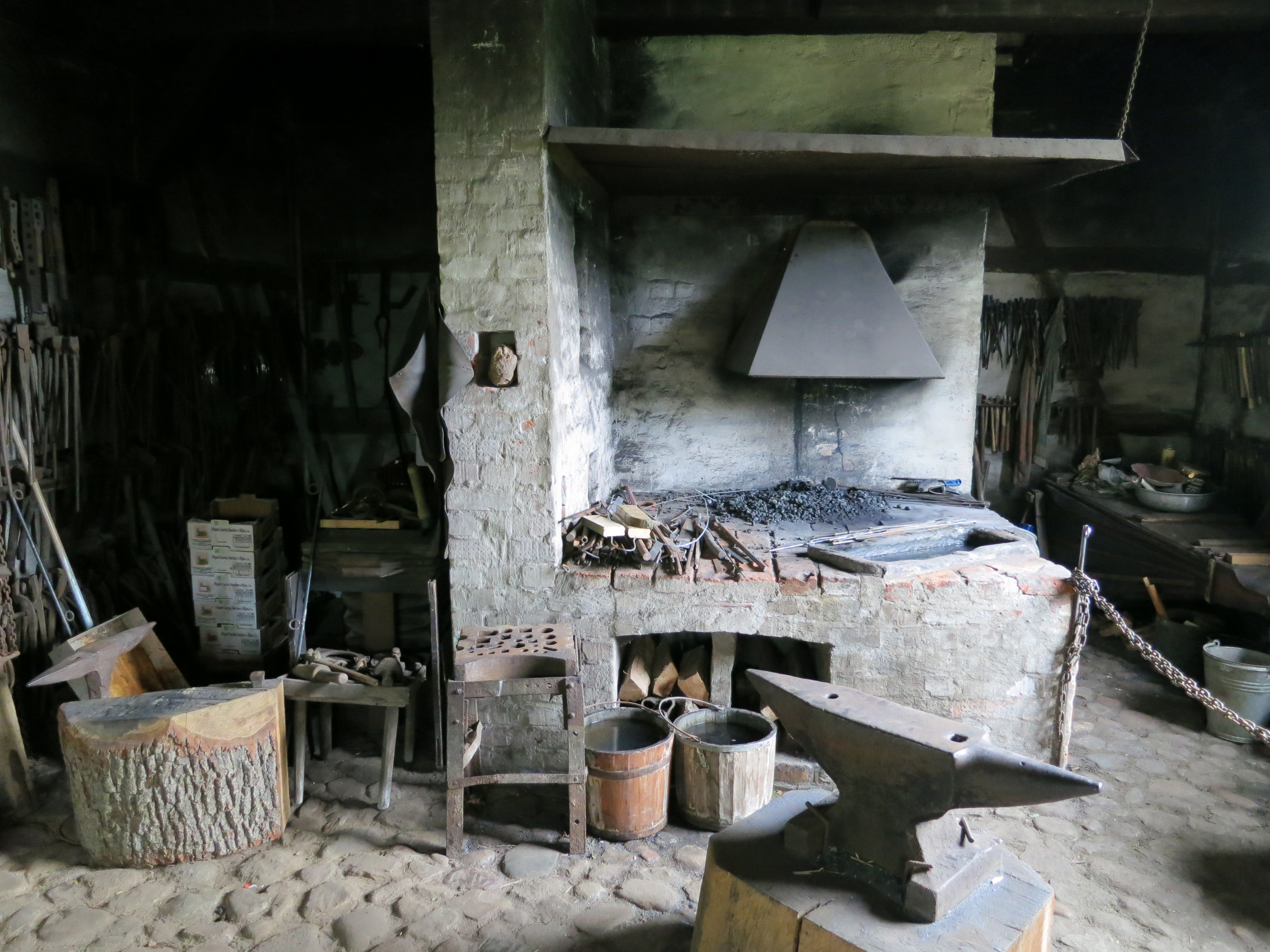
Schmiede
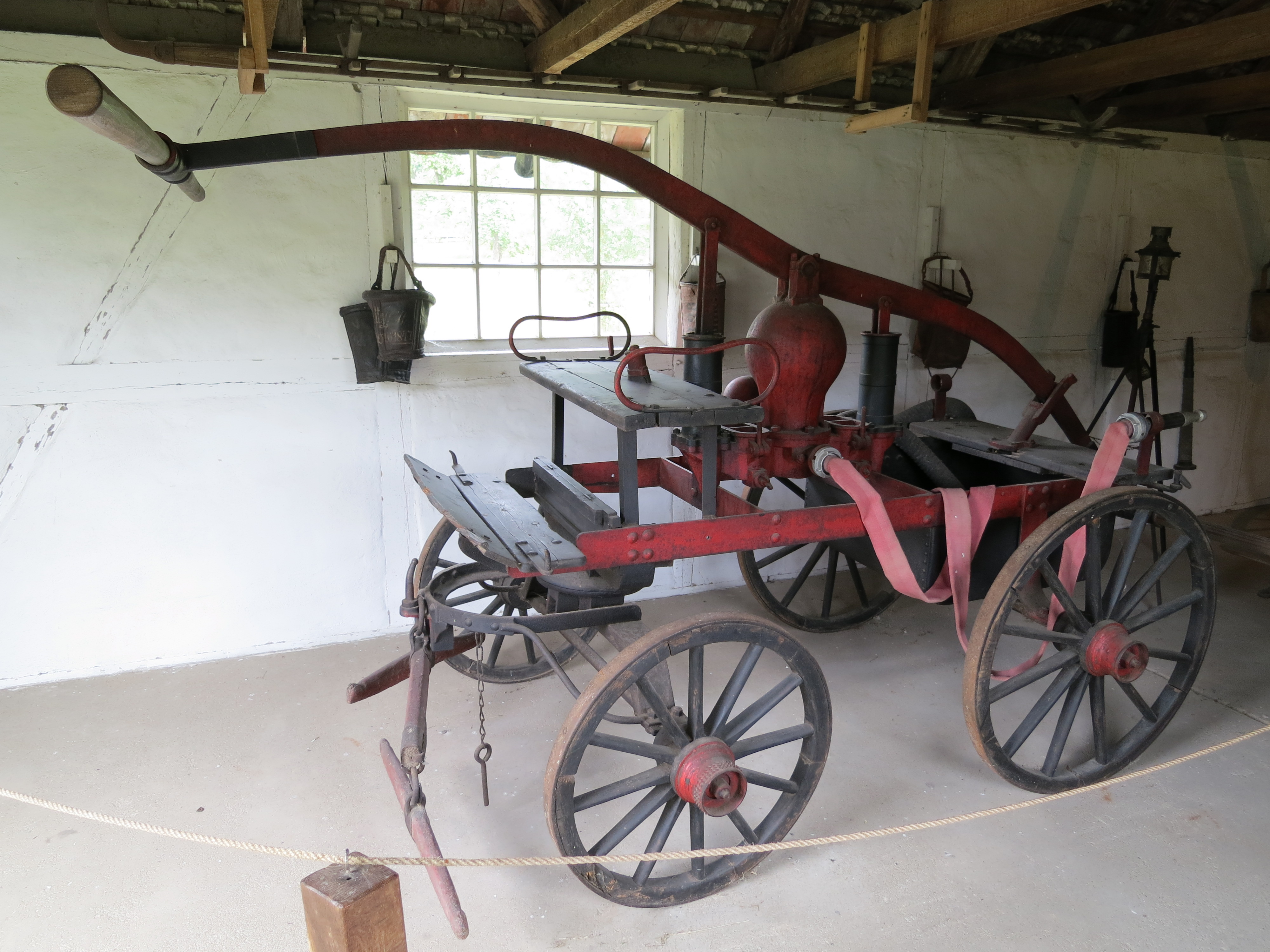
Handdruckspritze für Pferdebespannung aus der Zeit um 1900
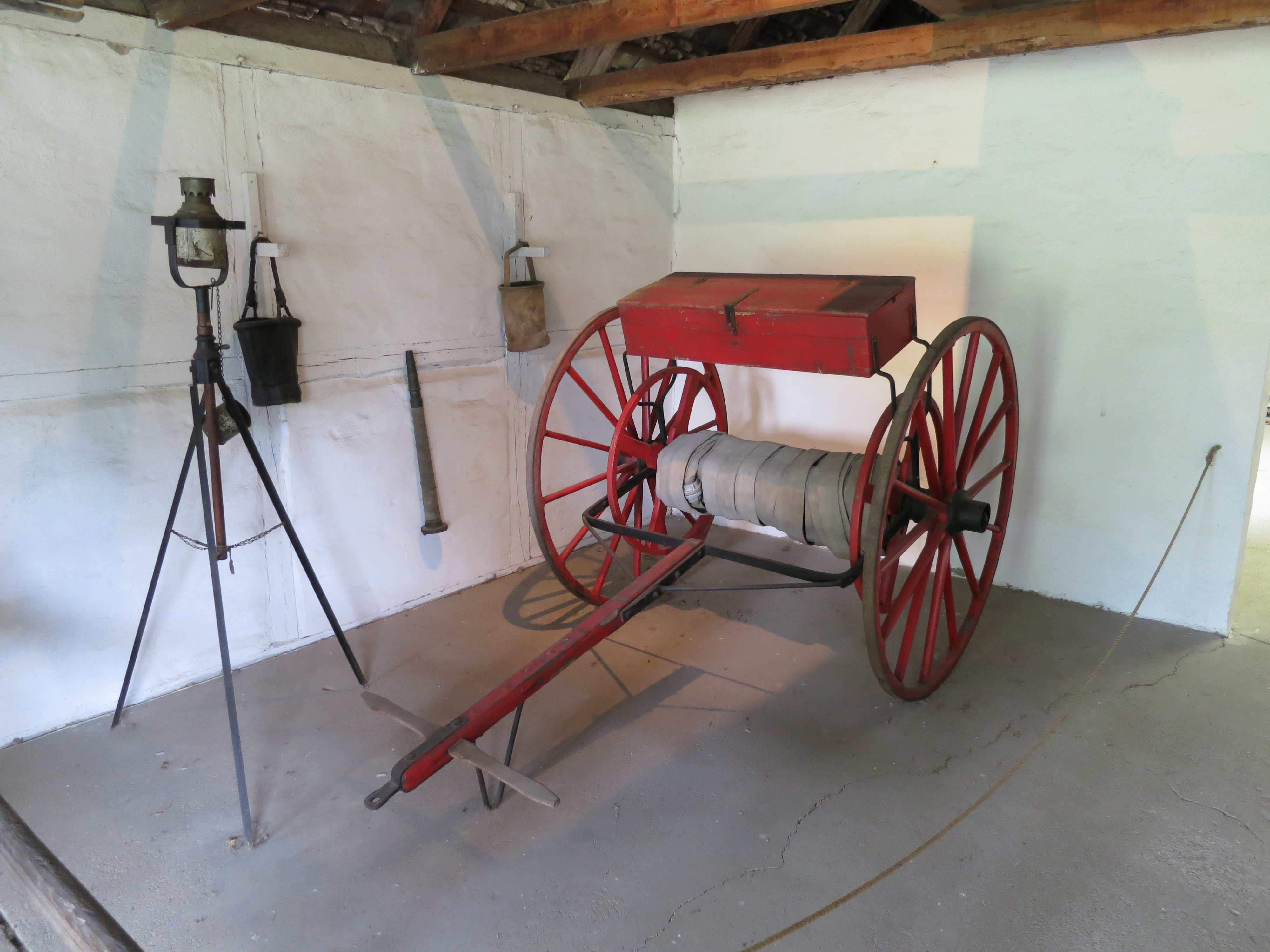
Anhänger der Handdruckspritze

Die Sammlungen umfassen die Mecklenburgische Volkskultur, Waldglas, Haubenschachteln, Arbeits-, Handwerks- und Alltagsgeräte, Trachten und Trachtenschmuck, sowie regionale Obst- und Gemüsesorten. Die Bestände zur Volkskunde gehen auf die Sammlungen von Richard Wossidlo zurück.
Im Museumshof finden auch regelmäßig Tanz- und Musikveranstaltungen, Theatervorführungen, Kinderfeste und Handwerksmärkte statt.